# Aphanesia greyi
Aphanesia greyi är en skalbaggsart som beskrevs av Britton 1990. Aphanesia greyi ingår i släktet Aphanesia och familjen Melolonthidae. Inga underarter finns listade i Catalogue of Life.